# Angler Rind alter Zuchtrichtung

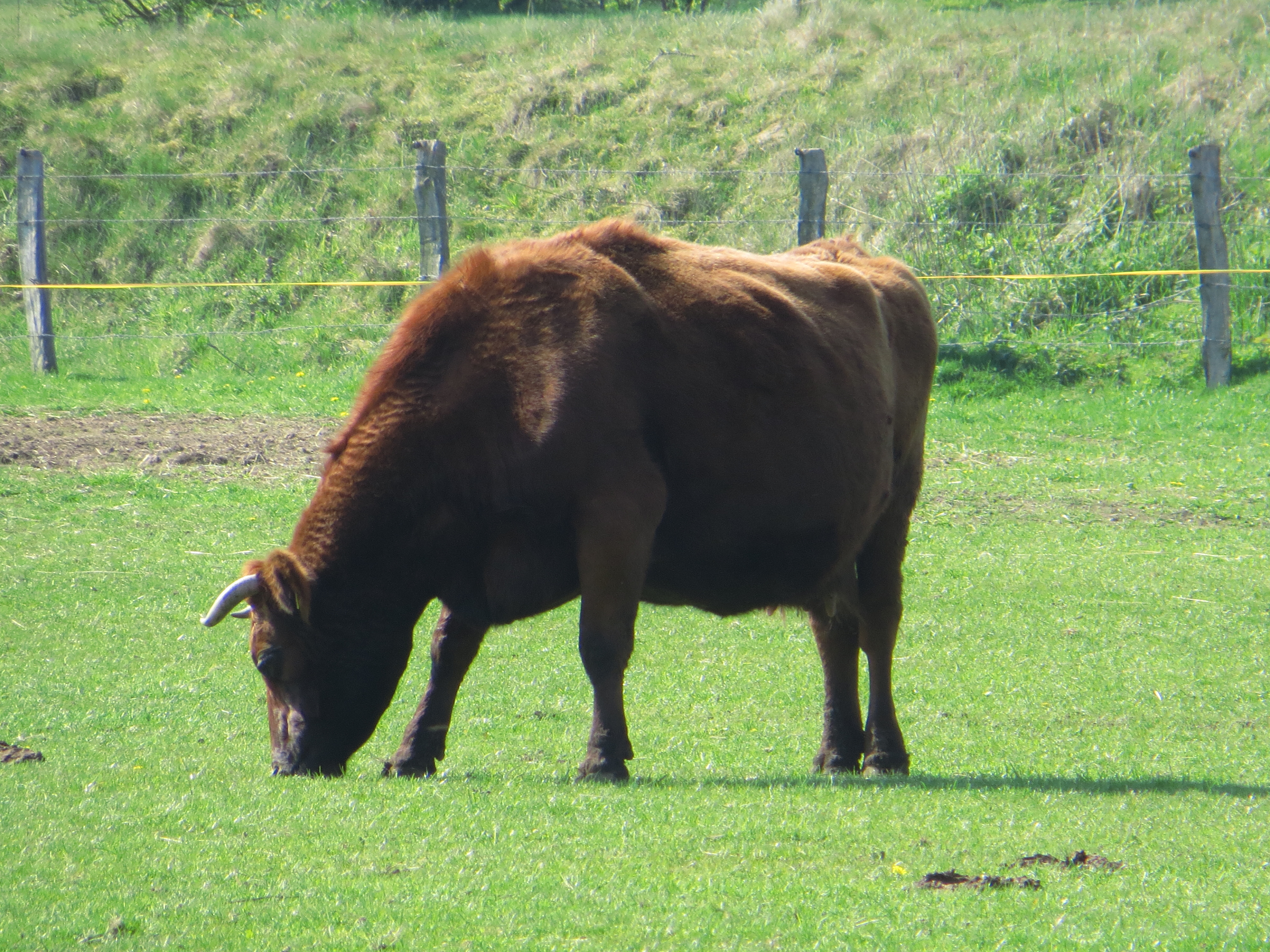
Angler Rind alter Zuchtrichtung

Das Angler Rind alter Zuchtrichtung, auch einfach Angler Rind a. Z. oder Rotvieh alter Angler Zuchtrichtung, ist eine Rasse des Hausrindes, die in ihrem Bestand stark gefährdet ist. Die Rasse hat ein einfarbig dunkelrotes bis sattbraunes Fell. Das ursprüngliche Angler Rind war eine Dreifachnutzungsrasse, d. h. neben Milch- und Fleischleistung dienten die Angler Rinder der alten Zucht als Zugtiere. Das besondere an dieser alten, robusten Rasse ist ihre gute Anpassungsfähigkeit an extreme Klimabereiche, ihre Langlebigkeit und Fruchtbarkeit. Hervorzuheben ist der hohe Fettgehalt der Milch dieser Rasse. Als moderne Weiterentwicklung ist das Angler Rind modernen Typs als eigene Rasse aus dieser alten Zuchtrichtung hervorgegangen. In Deutschland ist dieser Rinderrasse nach dem Rasseschlüssel die Kennung 06 zugewiesen.

## Herkunft
Die Rasse des Angler Rindes entstand in Angeln, einer Kulturlandschaft zwischen Schlei und Flensburger Förde, der erste schriftliche Hinweis stammt aus dem 16. Jahrhundert. 1879 schlossen sich Züchter im Allgemeine Angler Viehzuchtverein zu einem Herdbuchzuchtverein für Rinder zusammen. Seitdem bestand eine organisierte Zucht der Rasse in Angeln, die auf festgelegte Eigenschaften gerichtet war.
Um 1880 hatte eine Kuh ein Gewicht von 350 kg bei einem Widerristmaß von 120 cm und brachte ca. 1.800 kg Milch mit einem Fettgehalt von 3,4 %. 1928 wurde als Zuchtziel formuliert, dass eine Angler Kuh bei einem Gewicht von 500 kg 4.000 kg Milch mit 4 % Fett bringen sollte. Knapp 20 Jahre später brachten die Angler Kühe als erste Rasse in Deutschland mehr als 4 % Fettanteil. 1949 wurde das Zuchtziel angepasst auf 4.000 kg Milch bei 5 % Fett und 6 Kälbern. Dabei wurde jedoch nicht nur die Milchleistung, sondern weiter auch die Fleischqualität und -menge und die Eignung als Zugtiere bei der Zucht berücksichtigt.
Molekularbiologische Untersuchungen haben ergeben, dass das Angler Rind alter Zuchtrichtung eine genetische Besonderheit darstellt, das wenig verwandt mit den übrigen geläufigen Rinderrassen ist und viele einzigartige Gene und Genkombinationen aufweist.

## Eigenschaften
Die Rinderrasse gilt als besonders edel und wird auch als „Araber unter den Kühen“ bezeichnet. Die Tiere sollen eine vollständige rotbraune Färbung haben, wobei auch weiße Flecken am Euter und am Bauch vorkommen können. Einige Zuchtlinien haben schwarze Masken und schwarze Beine. Kühe haben ein Lebendgewicht von 450–650 kg bei einem Stockmaß von 1,26–1,42 m.
Angler Rinder alter Zuchtrichtung weisen eine ca. 15 % höhere Verwertung des Grundfutters auf als andere Rassen. Das bedeutet, dass die Tiere ohne oder mit geringen Mengen Kraftfutter auskommen und dennoch eine gute Milchleistung mit einem Fettgehalt um 5 % bei sehr guter Gesundheit haben. Ein Zuchtziel dieser Rasse ist die gute Reaktionsfähigkeit der Tiere auf die Fütterung: Gute und schlechte Fütterung wirken sich vor allem auf die Milchmenge aus, aber nicht auf die Gesundheit der Tiere. Dadurch ist die Rasse besonders auch für den ökologischen Landbau geeignet.
Aufgrund ihrer Größe und des nur mittelschweren Gewichts belasten die Rinder die Grasnarbe wenig und eignen sich auch gut für Hanglagen. Der Körperbau der Tiere begünstigt das Kalben.
Neben dem hohen Fettgehalt (4,5–6 %) und Eiweißgehalt (3,2–4 %) besitzt die Milch der alten Angler Rinderrasse besonders gute Verkäsungseigenschaften wie kürzere Gerinnungs- und Verfestigungszeiten, schnellere Gallertebildungsraten und höhere Gallertefestigkeit, eine höhere Käseausbeute (bis 6 %), bessere Käsequalität sowie bessere Hitzestabilität. Wegen des hohen Fettanteils wurden die Angler Kühe auch als „deutsche Butterkuh“ bezeichnet.
Das Fleisch ist kurzfaserig und zart mit einem geringen Bindegewebsanteil und einem guten Safthaltevermögen. Durch einen hohen intramuskulären Fettanteil ist das Fleisch sehr wohlschmeckend. Unter anderem wegen des Geschmacks wurde das Angler Rind alter Zuchtrichtung von Slow Food in die Arche des Geschmacks aufgenommen.

## Gefährdung des Bestands
Das ursprüngliche Angler Rind ist heute in seinem Fortbestand stark bedroht. Aus der alten Zuchtrichtung ist durch Einkreuzung und veränderte Zuchtziele, die die Milchleistung in den Vordergrund stellen, die moderne Form des Angler Rindes entstanden, die inzwischen als eigene Rasse geführt wird. Wie bei vielen anderen Nutztieren auch, war die ursprüngliche Rasse den modernen betriebswirtschaftlichen Anforderungen nicht mehr gewachsen.
Von etwa 12.000 Tieren, die 1993 noch in Deutschland gehalten wurden, ist der Anteil reinrassiger Tiere aufgrund der Einkreuzungen mit anderen Rassen (wie z. B. Red Holstein) auf etwa 85 weibliche und acht männliche Tiere im Jahr 1997 zurückgegangen, so dass diese alte Form der Rasse vom Aussterben bedroht ist. Inzwischen gab es zwar im Jahr 2021 einen Bestand von 377 weiblichen und 15 männlichen Tieren und 360 weiblichen und weiterhin 15 männlichen Tiere im Jahr 2022. Dies stellt allerdings einen Rückgang gegen über den Jahren 2016 bis 2019 dar. Die Gesellschaft zur Erhaltung alter und gefährdeter Haustierrassen (GEH) hat auf Grund der niedrigen Zahl von Tieren diese Rasse in die höchste Gefährdungskategorie I (Extrem gefährdet) der Roten Liste eingestuft (Stand: Mai 2024).
Schritte zur Erhaltung dieser alten Kulturrasse sind getroffen worden: Im Mai 2000 wurde in Angeln der Förderverein des Angler Rindes alter Zuchtrichtung gegründet, der sich zum Ziel setzte, bundesweit alle Kühe ausfindig zu machen, die mit mindestens 62,5 % alter Blutführung zu den Anglern alter Zuchtrichtung zählen, Spermavoräte für die Nachzucht weiterzugeben und Öffentlichkeitsarbeit zum Erhalt dieser Rasse auszuführen. Im Jahre 2002 ist die Rasse in seiner ursprünglichen Zuchtrichtung von der GEH zur „Gefährdeten Nutztierrasse des Jahres“ bestimmt worden. Die GEH hat einen Betreuer für diese Rinderrasse berufen.
Im Jahr 2008 nahm die Organisation Slow Food, die sich für den Erhalt traditioneller Lebensmittel und Herstellungstechniken einsetzt, das Angler Rind alter Zuchtrichtung in seine Arche des Geschmacks auf.
2020 wurde ein Züchter dieser Rasse, der in einem Milchviehbetrieb eine Herde von 70 Kühen hält, Sieger beim „Bundeswettbewerb Ökologischer Landbau“.
Die Rinderrasse wird in vier Ländern Deutschlands finanziell gefördert, in Nordrhein-Westfalen, Niedersachsen, Schleswig-Holstein und Mecklenburg-Vorpommern.
Die Rasse wurde in viele andere Rassen eingekreuzt, wie beispielsweise in das Glanrind, das Frankenvieh und das Harzer Rotvieh.